# عي (الكرك)
لواء عي هو أحد ألوية محافظة الكرك، الأردن.